# Cosconi (poeta)
Cosconi (en llatí: Cosconius) va ser un escriptor romà d'epigrames del temps de Marc Valeri Marcial. Formava part de la gens Coscònia, una gens romana d'origen plebeu. Va atacar a Marcial per la llargada dels seus epigrames i el seu contingut eròtic i lasciu. Marcial també el va criticar en dos dels seus epigrames.
Marc Terenci Varró esmenta un Cosconi que va escriure un treball sobre gramàtica i un llibre titulat Actiones, però no és segur que fos la mateixa persona.